# Terrers Roigs
Els Terrers Roigs és una muntanya de 1.239 metres que es troba al municipi de les Llosses, a la comarca catalana del Ripollès.